# Río Nitra

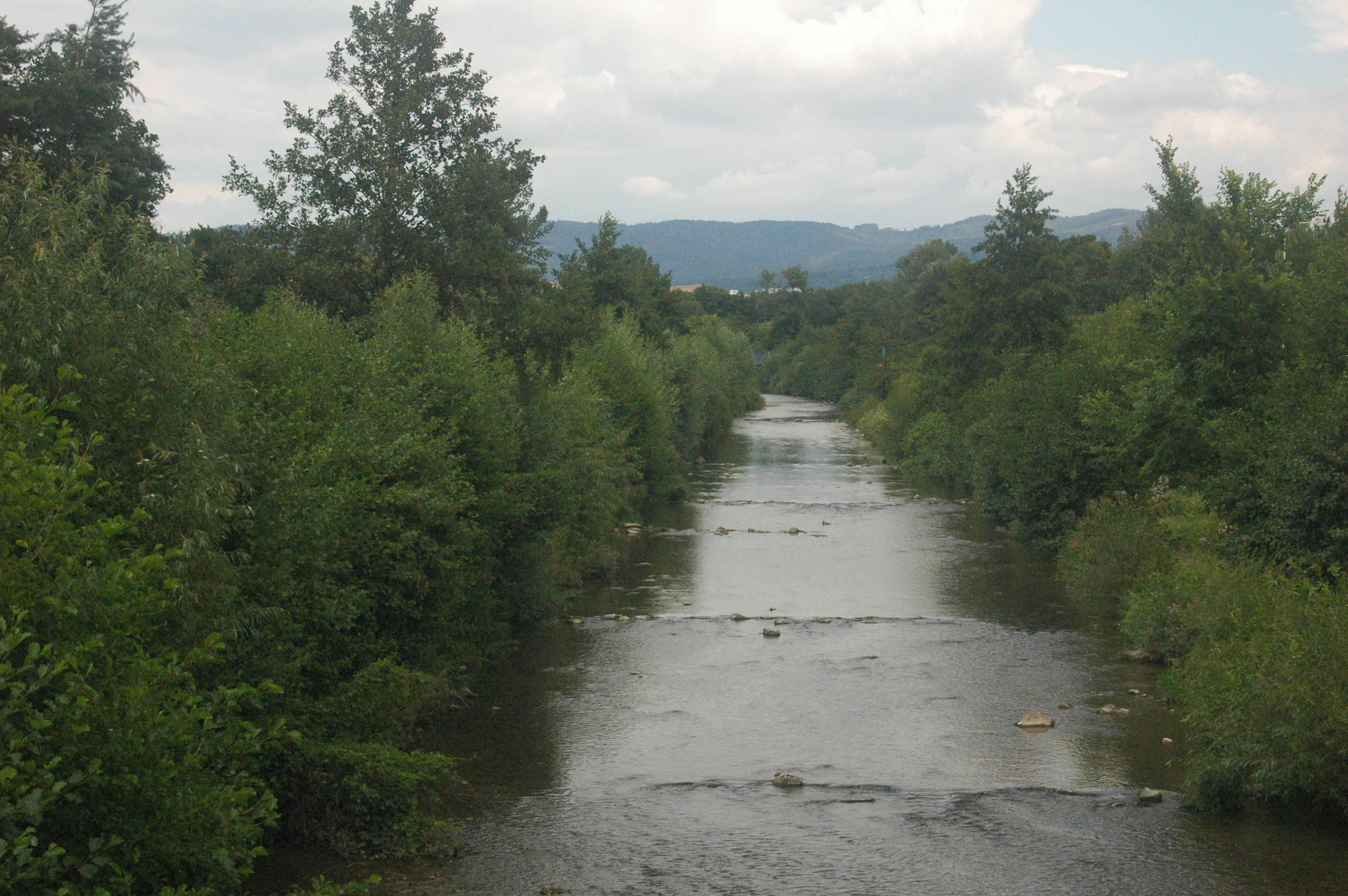
El río Nitra en Prievidza-Bojnice.

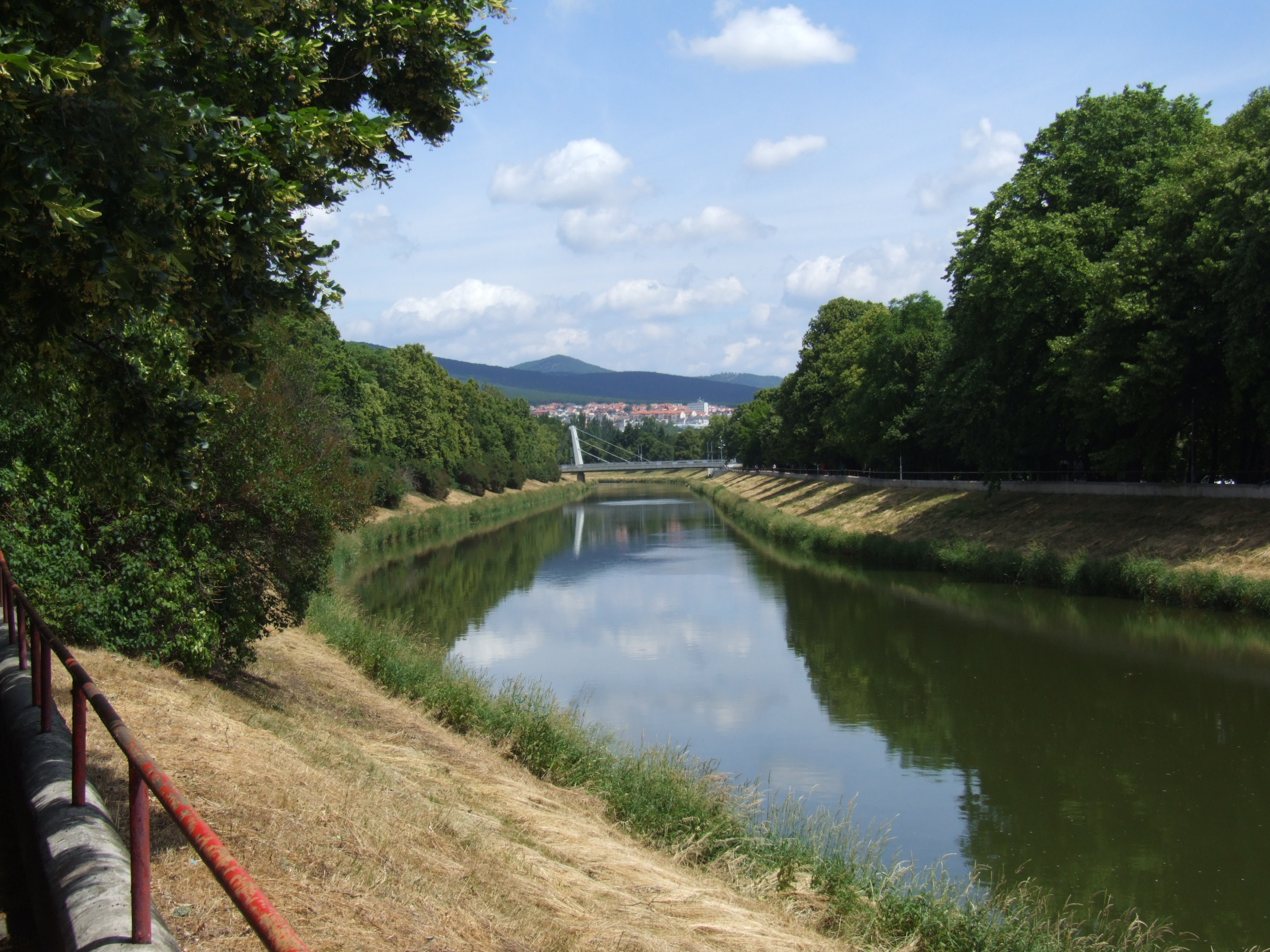
El río Nitra en Nitra.

El río Nitra (en eslovaco y alemán: Neutra, en húngaro: Nyitra) es un río de Eslovaquia occidental con una longitud de 197 km. Es afluente del río Váh al que se une cerca de su confluencia con el Danubio en Komárno. Su fuente se encuentra en las montañas de Malá Fatra (pequeña Fatra) al norte de Nitrianske Pravno. El río Nitra atraviesa las ciudades de Prievidza-Bojnice, Topoľčany, Nitra y Nové Zámky.
- Datos: Q369773
- Multimedia: Nitra River / Q369773